# Codici aeroportuali IATA - W

## W
- WAA Aeroporto civile, Wales (Alaska), Stati Uniti d'America
- WAB Aeroporto civile, Wabag, Papua Nuova Guinea
- WAC Aeroporto civile, Wacca, Etiopia
- WAD Aeroporto civile, Andriamena, Madagascar
- WAE Aeroporto civile, Wadi Ad Dawasir, Arabia Saudita
- WAF Aeroporto civile, Wana, Pakistan
- WAG Aeroporto civile, Wanganui, Nuova Zelanda
- WAH Aeroporto civile, Wahpeton, Stati Uniti d'America
- WAI Aeroporto Ambalabe, Antsohihy, Madagascar
- WAJ Aeroporto civile, Wawoi Falls, Papua Nuova Guinea
- WAK Aeroporto civile, Ankazoabo, Madagascar
- WAL Aeroporto civile, Chincoteague (Virginia), Stati Uniti d'America
- WAM Aeroporto civile, Ambatondrazaka, Madagascar
- WAN Aeroporto civile, Waverney, Australia
- WAO Aeroporto civile, Wabo, Papua Nuova Guinea
- WAP Aeroporto civile, Alto Palena Las Tobas, Cile
- WAQ Aeroporto civile, Antsalova, Madagascar
- WAR Aeroporto civile, Waris, Indonesia
- WAS Aeroporto civile, Washington, Stati Uniti d'America
- WAT Aeroporto civile, Waterford, Irlanda
- WAU Aeroporto civile, Wauchope, Australia
- WAV Aeroporto civile, Wave Hill Kalkgurung, Australia
- WAW Aeroporto di Varsavia-Chopin, Varsavia, Polonia
- WAX Aeroporto civile, Warroad, Stati Uniti d'America
- WAZ Aeroporto civile, Warwick, Australia
- WBA Aeroporto civile, Warraber Island, Australia
- WBB Aeroporto civile, Stebbins (Alaska), Stati Uniti d'America
- WBD Aeroporto Avaratra, Befandriana, Madagascar
- WBE Aeroporto civile, Bealanana, Madagascar
- WBI Aeroporto civile, Boulder Broker Inn, Stati Uniti d'America
- WBM Aeroporto civile, Wapenamanda, Papua Nuova Guinea
- WBN Aeroporto civile, Woburn Cummings, Stati Uniti d'America
- WBO Aeroporto Antsoa, Beroroha, Madagascar
- WBQ Aeroporto civile, Beaver (Alaska), Stati Uniti d'America
- WBR Aeroporto civile, Big Rapids, Stati Uniti d'America
- WBU Aeroporto civile, Boulder (Colorado), Stati Uniti d'America
- WBW Aeroporto civile Wilkes-Barre Wyoming Valley, Wilkes-Barre, Stati Uniti d'America
- WCA Aeroporto civile, Castro Gamboa, Cile
- WCH Aeroporto civile, Chaiten, Cile
- WCR Aeroporto civile, Chandalar Lake (Alaska), Stati Uniti d'America
- WDA Aeroporto civile, Wadi Ain, Yemen
- WDB Aeroporto civile, Deep Bay, Stati Uniti d'America
- WDG Aeroporto Woodring Municipal, Erid (Oklahoma), Stati Uniti d'America
- WDH Aeroporto Sodwana International, Windhoek, Namibia
- WDH Aeroporto Eros, Windhoek, Namibia
- WDI Aeroporto civile, Wondai, Australia
- WDN Aeroporto civile, Waldron Island, Stati Uniti d'America
- WDR Aeroporto civile, Winder, Stati Uniti d'America
- WDY Aeroporto civile, Kodiak, Stati Uniti d'America
- WEA Aeroporto civile, Weatherford Parker Cty, Stati Uniti d'America
- WED Aeroporto civile, Wedau, Papua Nuova Guinea
- WEF Aeroporto civile, Weifang, Cina
- WEH Aeroporto civile, Weihai, Cina
- WEI Aeroporto civile, Weipa City (Queensland), Australia
- WEL Aeroporto civile, Welkom, Sudafrica
- WEM Aeroporto civile, West Malling, Regno Unito
- WEP Aeroporto civile, Weam, Papua Nuova Guinea
- WES Aeroporto civile, Weasua, Liberia
- WET Aeroporto civile, Wagethe, Indonesia
- WEW Aeroporto civile, Wee Waa, Australia
- WEX Aeroporto civile, Wexford Castlebrdg, Irlanda
- WFB Aeroporto civile, Ketchikan Waterfront, Stati Uniti d'America
- WFI Aeroporto di Fianarantsoa, Fianarantsoa, Madagascar
- WFK Aeroporto civile, Frenchville (Maine), Stati Uniti d'America
- WGA Aeroporto civile, Wagga Wagga (Nuova Galles del Sud), Australia
- WGB Aeroporto civile, Bahawalnagar, Pakistan
- WGC Aeroporto civile, Warrangal, India
- WGE Aeroporto civile, Walgett (Nuova Galles del Sud), Australia
- WGO Aeroporto civile, Winchester (Virginia), Stati Uniti d'America
- WGP Aeroporto civile, Waingapu, Indonesia
- WGR Aeroporto Georges River, Kangiqsualujjuaq (Quebec), Canada
- WGT Aeroporto civile, Wangaratta, Australia
- WGU Aeroporto civile, Wagau, Papua Nuova Guinea
- WGY Aeroporto civile, Wagny, Gabon
- WHD Aeroporto civile, Hyder (Alaska), Stati Uniti d'America
- WHF Aeroporto Nuba Lake, Wadi Halfa, Sudan
- WHH Aeroporto civile, Boulder Hiltons Har H, Stati Uniti d'America
- WHK Aeroporto civile, Whakatane, Nuova Zelanda
- WHL Aeroporto civile, Welshpool, Australia
- WHO Aeroporto civile, Franz Josef, Nuova Zelanda
- WHP Aeroporto civile Whiteman, Los Angeles, Stati Uniti d'America
- WHR Aeroporto civile Eagle County, Vail, Stati Uniti d'America
- WHS Aeroporto civile, Whalsay, Regno Unito
- WHT Aeroporto civile, Wharton (Texas), Stati Uniti d'America
- WIC Aeroporto civile, Wick, Regno Unito
- WID Aeroporto civile, Wildenrath, Germania
- WIK Aeroporto civile, Surfdale, Nuova Zelanda
- WIL Aeroporto Wilson, Nairobi, Kenya
- WIN Aeroporto civile, Winton (Queensland), Australia
- WIO Aeroporto civile, Wilcannia, Australia
- WIR Aeroporto civile, Wairpa, Nuova Zelanda
- WIT Aeroporto civile, Wittenoom Gorge, Australia
- WIU Aeroporto civile, Witu, Papua Nuova Guinea
- WJA Aeroporto civile, Woja, Stati Uniti d'America
- WJF Aeroporto Fox Field, Lancaster (California), Stati Uniti d'America
- WJR Aeroporto Waghala, Wajir, Kenya
- WKA Aeroporto civile, Wanaka, Nuova Zelanda
- WKB Aeroporto civile, Warracknabeal, Australia
- WKJ Aeroporto Hokkaido, Wakkanai, Giappone
- WKK Aeroporto civile, Aleknagik (Alaska), Stati Uniti d'America
- WKL Aeroporto civile, Waikoloa, Stati Uniti d'America
- WKN Aeroporto civile, Wakunai, Papua Nuova Guinea
- WKR Aeroporto civile, Walker's Cay, Isole Abaco, Bahamas
- WLA Aeroporto civile, Wallal, Australia
- WLB Aeroporto civile, Labouchere Bay, Stati Uniti d'America
- WLC Aeroporto civile, Walcha, Australia
- WLD Aeroporto Strother Field, Winfield / Arkansas City (Kansas), Stati Uniti d'America
- WLG Aeroporto di Wellington, Wellington, Nuova Zelanda
- WLH Aeroporto civile, Walaha, Vanuatu
- WLK Aeroporto civile, Selawik (Alaska), Stati Uniti d'America
- WLL Aeroporto civile, Wollogorang, Australia
- WLM Aeroporto civile, Waltham (Massachusetts), Stati Uniti d'America
- WLN Aeroporto civile, Little Naukati, Stati Uniti d'America
- WLO Aeroporto civile, Waterloo, Australia
- WLR Aeroporto civile, Loring, Stati Uniti d'America
- WLS Aeroporto Hihifo, Wallis Island, Wallis e Futuna
- WLW Aeroporto civile, Willows, Stati Uniti d'America
- WMA Aeroporto civile, Mandritsara, Madagascar
- WMB Aeroporto civile, Warrnambool, Australia
- WMC Aeroporto civile, Winnemucca (Nevada), Stati Uniti d'America
- WMD Aeroporto civile, Mandabe, Madagascar
- WME Aeroporto civile, Mount Keith (Australia Occidentale), Australia
- WMH Aeroporto civile, Mountain Home (Arkansas), Stati Uniti d'America
- WMK Aeroporto civile, Meyers Chuck (Alaska), Stati Uniti d'America
- WML Aeroporto civile, Malaimbandy, Madagascar
- WMN Aeroporto civile, Maroantsetra, Madagascar
- WMO Aeroporto civile, White Mountain (Alaska), Stati Uniti d'America
- WMR Aeroporto di Avaratra, Mananara Nord, Madagascar
- WMV Aeroporto civile, Madirovalo, Madagascar
- WMX Aeroporto civile, Wamena, Indonesia
- WNA Aeroporto civile, Napakiak (Alaska), Stati Uniti d'America
- WNC Aeroporto civile Naukati Bay Seaplane Base, Naukati Bay, Stati Uniti d'America
- WND Aeroporto civile, Windarra, Australia
- WNE Aeroporto civile, Wora Na Ye Intl, Gabon
- WNN Aeroporto civile, Wunnummin Lake (OT), Canada
- WNP Aeroporto Camarines Sur, Naga, Luzon, Filippine
- WNR Aeroporto civile, Windorah (Queensland), Australia
- WNS Aeroporto civile, Nawabshah, Pakistan
- WNU Aeroporto civile, Wanuma, Papua Nuova Guinea
- WNZ Aeroporto civile, Wenzhou, Cina
- WOA Aeroporto civile, Wonenara, Papua Nuova Guinea
- WOD Aeroporto civile, Wood River, Stati Uniti d'America
- WOE Aeroporto civile, Woensdrecht, Paesi Bassi
- WOG Aeroporto civile, Woodgreen, Australia
- WOI Aeroporto civile, Wologissi, Liberia
- WOK Aeroporto civile, Wonken, Venezuela
- WOL Aeroporto civile, Wollongong, Australia
- WON Aeroporto civile, Wondoola, Australia
- WOO Aeroporto civile, Woodchopper, Stati Uniti d'America
- WOT Aeroporto civile, Wang-An, Isole Penghu, Taiwan
- WOW Aeroporto civile, Willow (Alaska), Stati Uniti d'America
- WPA Aeroporto civile, Puerto Aisen, Cile
- WPB Aeroporto civile, Port Berge, Madagascar
- WPC Aeroporto civile, Pincher Creek, Canada
- WPK Aeroporto civile, Wrotham Park, Australia
- WPL Aeroporto civile, Powell Lake, Canada
- WPM Aeroporto civile, Wipim, Papua Nuova Guinea
- WPO Aeroporto civile, Paonia, Stati Uniti d'America
- WPR Aeroporto civile, Porvenir, Cile
- WPU Aeroporto civile, Puerto Williams, Cile
- WRA Aeroporto civile, Warder, Etiopia
- WRB Aeroporto militare della Warner Robins Air Force Base, Warner Robins (Georgia), Stati Uniti d'America
- WRE Aeroporto civile, Whangarei, Nuova Zelanda
- WRG Aeroporto civile, Wrangell (Alaska), Stati Uniti d'America
- WRL Aeroporto civile, Worland (Wyoming), Stati Uniti d'America
- WRO Aeroporto Strachowice, Breslavia, Polonia
- WRW Aeroporto civile, Warrawagine, Australia
- WRY Aeroporto di Westray, Westray, Regno Unito
- WSA Aeroporto civile, Wasua, Papua Nuova Guinea
- WSB Aeroporto civile, Steamboat Bay Spb, Stati Uniti d'America
- WSG Aeroporto civile Washington County, Washington, Pennsylvania, Stati Uniti d'America
- WSH Aeroporto civile, Shirley (New York), Stati Uniti d'America
- WSJ Aeroporto civile, San Juan, Stati Uniti d'America
- WSM Aeroporto civile, Wiseman, Stati Uniti d'America
- WSN Aeroporto civile, South Naknek (Alaska), Stati Uniti d'America
- WSO Aeroporto civile, Washabo, Suriname
- WSP Aeroporto civile, Waspam, Nicaragua
- WSR Aeroporto civile, Wasior, Indonesia
- WST Aeroporto civile Weston, Leixlip, Irlanda
- WSU Aeroporto civile, Wasu, Papua Nuova Guinea
- WSX Aeroporto civile, Westsound (Washington), Stati Uniti d'America
- WSY Aeroporto civile, Airlie Beach (Queensland), Australia
- WSZ Aeroporto civile, Westport, Nuova Zelanda
- WTA Aeroporto civile, Tambohorano, Madagascar
- WTD Aeroporto civile, West End, Grand Bahama, Bahamas
- WTE Aeroporto civile, Wotje Island, Stati Uniti d'America
- WTK Aeroporto civile, Noatak (Alaska), Stati Uniti d'America
- WTL Aeroporto civile, Tuntutuliak (Alaska), Stati Uniti d'America
- WTO Aeroporto civile, Wotho Island, Stati Uniti
- WTP Aeroporto civile, Woitape, Papua Nuova Guinea
- WTR Aeroporto civile, Whiteriver, Stati Uniti d'America
- WTS Aeroporto civile, Tsiroanomandidy, Madagascar
- WTT Aeroporto civile, Wantoat, Papua Nuova Guinea
- WTZ Aeroporto civile, Whitianga, Nuova Zelanda
- WUA Aeroporto di Wuhai, Wuhai, Cina
- WUD Aeroporto civile, Wudinna (Australia Meridionale), Australia
- WUG Aeroporto civile, Wau, Papua Nuova Guinea
- WUH Aeroporto di Wuhan Tianhe, Wuhan, Cina
- WUN Aeroporto civile, Wiluna (Australia Occidentale), Australia
- WUS Aeroporto civile, Wuyishan, Cina
- WUU Aeroporto civile, Wau, Sudan del Sud
- WUV Aeroporto civile, Wuvulu Island, Papua Nuova Guinea
- WUZ Aeroporto Changzhoudao, Wuzhou, Cina
- WVB Aeroporto di Walvis Bay, Walvis Bay, Namibia
- WVI Aeroporto civile, Watsonville, Stati Uniti d'America
- WVK Aeroporto civile, Manakara, Madagascar
- WVL Aeroporto Waterville Robert LaFleur, Waterville (Maine), Stati Uniti d'America
- WVN Aeroporto Mariensiel, Wilhelmshaven, Germania
- WWA Aeroporto civile, Wasilla, Stati Uniti d'America
- WWD Aeroporto Coast Guard Station, Cape May (New Jersey), Stati Uniti d'America
- WWI Aeroporto civile, Woodie Woodie, Australia
- WWK Aeroporto civile, Wewak, Papua Nuova Guinea
- WWP Aeroporto civile, Whale Pass (Alaska), Stati Uniti d'America
- WWR Aeroporto civile, West Woodward (Oklahoma), Stati Uniti d'America
- WWT Aeroporto civile, Newtok (Alaska), Stati Uniti d'America
- WWY Aeroporto civile, West Wyalong (Nuova Galles del Sud), Australia
- WXN Aeroporto civile, Wanxian, Cina
- WYA Aeroporto civile, Whyalla, Australia
- WYB Aeroporto civile, Yes Bay, Stati Uniti d'America
- WYE Aeroporto di Yengema, Yengema, Sierra Leone
- WYN Aeroporto civile, Wyndham (Australia Occidentale), Australia
- WYS Aeroporto civile, West Yellowstone (Montana), Stati Uniti d'America
- WZY Aeroporto civile, Nassau Seaplane Base, Bahamas